# Ermida de Nossa Senhora das Neves (Colos)
A Ermida de Nossa Senhora das Neves é um monumento religioso e um sítio arqueológico na freguesia de Colos, no Município de Odemira, na região do Alentejo, em Portugal.

## Descrição
A capela está situada no alto de uma colina conhecida como Cerro do Queimado, nas imediações da Ribeira do Seissal. A ermida é o único santuário de invocação mariana na área de Colos que ainda conserva uma especial dedicação por parte dos habitantes locais, sendo a festa tradicional feita normalmente em 5 de Agosto, que consiste numa procissão que sobe o monte até à capela.
É considerado um exemplo de uma ermida de peregrinação, modelo que foi construído em larga escala na região do Baixo Alentejo, nos finais da época medieval. O imóvel está organizado numa só nave e capela-mor, com cobertura em telhado de duas águas. A fachada principal está orientada para Norte, sendo rasgada por um portal de verga recta. A nave está separada da capela-mor por um arco triunfal abatido sobre cornijas. O altar é em alvenaria, e está decorado com um painel de azulejos retratando a Nossa Senhora com o Menino.

## História
Na elevação onde se situa a capela foram encontrados os vestígios de um possível povoado fortificado, que foi habitado na Idade Média. Na vertente a Nordeste daquela elevação, foi descoberto um pano de muralha com cerca de 70 em linha recta, 2 m de alçado e largura superior a um metro, construído em xisto e barro, utilizando um aparelho conhecido como espinha de peixe (en). Não possuía quaisquer torres ou bastiões. Num local intramuros a oriente da capela, foram encontrados alguns muros que determinavam pátios fechados e habitações de planta subrectangular, de cantos arredondados. Não foram descobertas quaisquer construções defensivas nos lados Sul e ocidental da elevação, onde o penhasco oferecia condições naturais de defesa. Calcula-se que a fortificação tinha uma planta de forma subtrapezoidal, com uma área que estava cercada ou tinha defesas naturais com cerca de 2500 m². Parte dos vestígios arqueológicos foram destruídos ou danificados durante a realização de obras na envolvente da capela na década de 1980: um lanço com cerca de 20 m da muralha foi demolido durante trabalhos na estrada, e durante obras de destruição ou entulhamento de um patamar a Norte do templo, terão sido eliminadas várias sepulturas escavadas na rocha. Durante estes trabalhos foi identificado um possível silo, junto à berma da estrada, na área fora da muralha.
A capela foi provavelmente construída no século XVI, embora a dedicação a Nossa Senhora das Neves tenha sido feita muito posteriormente, talvez nos finais do século XVIII, sendo anteriormente dedicada a Nossa Senhora do Castelo. Em 1961 foi executado o painel de azulejos no altar, e nos anos 80 foram feitas obras na área envolvente e na estrada de acesso. O local foi alvo de trabalhos arqueológicos em 1995 e 1998.

## Leitura recomendada
- GUERREIRO, António Machado (1987). Colos, Alentejo: Elementos Monográficos. Odemira: Câmara Municipal de Odemira